# A Man Rose from the Dead
A Man Rose from the Dead — четвёртый сольный студийный альбом участника $uicideboy$, американского рэпера $crim, выпущенный 15 мая 2020 года.

## Предыстория
Это первый сольный альбом исполнителя с 2013 года, который вышел спустя месяц после объявления даты выхода альбома. Альбом был спродюсирован PVLACE и Budd Dwyer, альтер эго $crim.
$crim начал записывать альбом после трёхмесячного лечения в реабилитационном центре от наркотической зависимости. По словам исполнителя, альбом описывает его пройденный путь, через что ему удалось пройти.
В прошлом году я сделал приблизительно 100 песен. Некоторые из них, пока находился в Palm Desert, California, некоторые на туровом автобусе во время "Grey Day", и некоторые когда вернулся домой в Луизиану. Я, вместе с Руби, своими менеджерами, звукорежиссёром, братьями и друзьями собрал и составил финальный треклист.$crim

## Список треков
| №                   | Название                       | Длительность |
| ------------------- | ------------------------------ | ------------ |
| 1.                  | «Delusions of Grandeur»        | 2:49         |
| 2.                  | «Scars»                        | 2:24         |
| 3.                  | «Jesus Wept»                   | 2:00         |
| 4.                  | «Naloxone»                     | 2:32         |
| 5.                  | «Feel It Too (It’s Too Much)»  | 2:13         |
| 6.                  | «Tell Me When I’m Good Enough» | 2:33         |
| 7.                  | «He Got Game»                  | 2:27         |
| 8.                  | «Portola (Blood Clot!)»        | 2:42         |
| 9.                  | «El Paseo»                     | 1:56         |
| 10.                 | «Nightmare on the Northside»   | 3:25         |
| 11.                 | «Euphoria Euphoria»            | 2:53         |
| 12.                 | «Violent Secrets»              | 2:26         |
| 13.                 | «Side Effects»                 | 3:01         |
| 14.                 | «Carcosa»                      | 2:45         |
| 15.                 | «Fight Club (Psychosis)»       | 2:08         |
| 16.                 | «Percocets & Papers»           | 2:11         |
| 17.                 | «PTSD»                         | 2:11         |
| 18.                 | «El Guerro»                    | 2:31         |
| 19.                 | «The Devil I Know»             | 2:31         |
| 20.                 | «Lost Child»                   | 2:52         |
| Общая длительность: | Общая длительность:            | 49:59        |

## Чарты
| Чарт (2020) | Высшая позиция |
| ----------- | -------------- |
| GooglePlay  | 6              |